# 達爾博謝茨鄉
44°55′N 21°59′E / 44.917°N 21.983°E
達爾博謝茨鄉（羅馬尼亞語：Comuna Dalboșeț, Caraș-Severin），是羅馬尼亞的鄉份，位於該國西南部，由卡拉什-塞維林縣負責管轄，面積77平方公里，海拔高度311米，2007年人口1,772，人口密度每平方公里23人。